# السيد عطية
السيد عطية (مواليد 1 يناير 2001) هو لاعب كرة قدم مصري يلعب كحارس مرمى في نادي الزمالك.